# BSAT 4a
BSAT 4a ist ein kommerzieller Kommunikationssatellit der japanischen Broadcasting Satellite System Corporation.
Er wurde am 29. September 2017 um 21:56 UTC mit einer Ariane-5-Trägerrakete vom Raketenstartplatz Centre Spatial Guyanais zusammen mit Intelsat 37e in eine geostationäre Umlaufbahn gebracht. Der Start sollte eigentlich schon am 5. September stattfinden, wurde aber bei schon laufendem Haupttriebwerk aufgrund eines elektrischen Fehlers in einem der Booster abgebrochen.
Der dreiachsenstabilisierte Satellit ist mit 24 Ku-Band-Transpondern ausgerüstet und soll von der Position 110° Ost aus Japan mit 4K/8K-Fernsehen versorgen. Er wurde auf Basis des Satellitenbus SSL 1300 von Space Systems/Loral gebaut, im Juni 2015 bestellt und besitzt eine geplante Lebensdauer von 15 Jahren.